# Георг Август Гольдфус
Георг Август Гольдфус (нім. Georg August Goldfuß; 18 квітня 1782, Турнау, — 2 жовтня 1848, Поппельсдорф (нині в межах Бонна)) — німецький палеонтолог і зоолог.

## Біографія
Георг Август Гольдфус народився 18 квітня 1782 року в Турнау. Вчився в медико-хірургічному колегіумі в Берліні, потім перейшов в Ерлангенський університет, який у 1804 році закінчив із присвоєнням наукового ступеня доктора філософії.
Після цього їздив до Південної Африки. Із 1806 року знову в Ерлангені, з 1811 року доцент зоології в місцевому університеті. У 1818 році отримав звання професора зоології. Пізніше був затверджений на посаді професора зоології та мінералогії Боннського університету. У 1839—1840 роках ректор цього університету.
Із 1806 року активно вивчає викопні тварини на території Німеччини.
За участю німецького палеонтолога графа Георга фон Мюнстера він опублікував працю «Petrefacta germaniae» (1826—1844), в якій спочатку передбачалося опублікування ілюстрацій всіх скам'янілостей безхребетних тварин Німеччини. Однак праця вийшла незавершеною, до неї увійшли тільки рисунки губок, коралів, голкошкірих і частина молюсків.
Георг Август Гольдфус помер 2 жовтня 1848 року в Поппельсдорфі.